# Rhodospatha statutii
Rhodospatha statutii — вид рослин родини ароїдних. Це ендемік Еквадору. Його природне місце проживання — субтропічні або тропічні вологі гірські ліси. Йому загрожує втрата середовища проживання.